# 阿岸鉄三
阿岸 鉄三（あぎし てつぞう、1934年7月28日 - ）は、外科医学者、東京女子医科大学名誉教授。
北海道生まれ。1959年北海道大学医学部卒業、1964年同大学院外科系博士課程修了、「保存肝組織による体外代謝の研究」で医学博士。米国エモリー大学外科研究員、神戸大学泌尿器科講師、米国クリーブランドクリニック外科研究員、1974年東京女子医科大学腎臓病綜合医療センター外科助教授、1981年教授、所長、2000年定年、名誉教授、桐蔭横浜大学客員教授、ふれあい町田ホスピタル血液浄化センター長。専門は人工臓器・医工学治療・統合医療。

## 著書
- 『腹水のマネジメント』医学書院 1992
- 『生命学散歩 医学・医療の原点を訪ねて』秀潤社 2004
- 『科学的医療と非科学的医療の統合 統合医療の本質』金原出版 2009
- 『究極のデトックス 血液浄化』金原出版 2010
- 『ヘルシー・エイジングに役立つ医療気功のちから 科学的ばかりでない医療の真実』医学と看護社 元気と美しさをつなぐヘルシー・エイジング・シリーズ  2012

### 共著・編著
- 『治療用plasmapheresis 基礎と実際』編集 日本メディカルセンター 1982
- 『人工臓器 機能代行の現状と将来』太田和夫共編集 南江堂 1983
- 『二重濾過血漿分離交換法』編 医学書院 1984
- 『標的治療』編 日本メディカルセンター 1989
- 『医工学治療機器マニュアル 作用原理・操作・点検・保守 1　血液浄化』共編 金原出版 1990
- 『体外免疫調節』編 日本メディカルセンター 1990
- 『ブラッドアクセストラブル』共編 金原出版 1991
- 『吸着療法マニュアル 最新医工学治療』編 金原出版 1992
- 『クリニカルエンジニアリング別冊　透析機器メインテナンスハンドブック』江良和雄、峰島三千男共編、日本人工臓器工業協会 秀潤社 1992
- 『透析療法マニュアル 最新医工学治療』編 金原出版 1993
- 『クリニカルエンジニアリング別冊　透析入門』編著 秀潤社 1994
- 『透析療法の合併症対策指針』編 金原出版 1994
- 『血液浄化におけるコントロバシー 異論・争論』編 金原出版 1995
- 『血漿浄化療法』編 医学書院 1996
- 『臨床工学マニュアル 1　人工腎臓』編　医学書院 1996
- 『腎不全治療学』太田和夫共編 南江堂 1997
- 『クリニカルエンジニアリング別冊　透析医療とコンピュータ』編 秀潤社 1997
- 『クリニカルエンジニアリング別冊　実用血液浄化療法 チーム医療として』編 秀潤社 1999
- 『クリニカルエンジニアリング別冊　ブラッドアクセスインターベンション治療の実際』天野泉共編 秀潤社 1999
- 『腎不全の外科 病態とマネジメント』太田和夫監修 東間紘,寺岡慧共編 南江堂 2000
- 『クリニカルエンジニアリング別冊　維持透析患者の閉塞性動脈硬化症(ASO) 診断から治療まで』編 秀潤社 2005
- 『クリニカルエンジニアリング別冊　どう防ぐ?医療機器使用中のヒューマンエラー 人工呼吸器・血液浄化装置・人工心肺装置』渡辺敏,許俊鋭共編 秀潤社 2005
- 『クリニカルエンジニアリング別冊　血液浄化装置メインテナンスガイドブック』日本医工学治療学会監修 川村明夫,峰島三千男,金子岩和,芝田正道共編　秀潤社 2006
- 『維持透析患者の補完代替医療ガイド』編著 医歯薬出版 2010
- 『維持透析患者に対する補完代替医療スタンダード』編集 東京医学社 2012

### 翻訳
- C.F.ガッチ, H.ストーナー『看護婦・透析士・患者のための血液透析療法ハンドブック』医学情報サービス 1978
- R.A.Greenwald J.E. Mulvihill、M.K. Ryan『被験者保護ハンドブック アメリカIRBの活動』共訳　地人書館 1987

## 参考
- [ISBN　978-4-307-77165-8]
- 『現代日本人名録』2002年